# 4875 Ingalls
A 4875 Ingalls (ideiglenes jelöléssel 1991 DJ) a Naprendszer kisbolygóövében található aszteroida. Kusida Josio és Kusida Reiki fedezte fel 1991. február 19-én.